# Федерация бейсбола России
Федерация бейсбола России — управлявшая российским бейсболом структура. Образована в 2002 году. Член WBSC и CEB. 19 февраля 2025 года объединилась с Федерацией софтбола России в Федерацию бейсбола и софтбола России.

## История развития бейсбола вСССРиРоссии
Первое появление бейсбола в России относится к началу XX века, причём новая игра имела в стране свой аналог — русскую лапту, которая с древности была известна на Руси и чьи правила напоминают бейсбольные. В 1919 в нескольких городах Советской России прошли выставочные матчи, но дальше развитие нового вида спорта не пошло. В начале 1930-х переселенцы из Северной Америки вновь завезли бейсбол теперь уже в СССР. В Москве, Ленинграде, Нижнем Новгороде, Петрозаводске и других городах возникли команды, в которых играли как российские, так и американские игроки. В 1932 году Совет по физической культуре и спорту принял решение о развитии бейсбола, а в 1936 было издано пособие по бейсбольным правилам, но в июле того же года игра была запрещена, а все к ней причастные были репрессированы.
Во 2-й половине 1980-х состоялось возрождение бейсбола в СССР. 13 августа 1987 года образована Федерации бейсбола, софтбола и русской лапты СССР, через год вступившая в Международную федерацию бейсбола (IBAF). В 1989 прошёл первый чемпионат СССР с участием 24 команд. Чемпионский титул выиграла команда СКА-29 (Балашиха). Серебряным призёром стал киевский «Бытовик», бронзовым — МХТИ (Москва).
В 1992 году была создана Федерация бейсбола, софтбола и русской лапты России. Тогда же состоялся и первый чемпионат России, носивший статус открытого, участие в котором приняли команды из бывших республик СССР. Официальных женских соревнований в России до сих пор не проводилось, так как изначально в СССР и России женским аналогом бейсбола воспринимался софтбол.
В апреле 2002 года Федерация бейсбола и софтбола России разделилась. В сентябре состоялись учредительные конференции Федерации бейсбола России и Федерации софтбола России. Президентом был избран Юрий Копылов, проработавший в этой должности до 2009 года, а до того с 1998 руководивший. В 2009—2016 федерацию возглавлял Александр Ратнер, а в апреле 2017 на внеочередной конференции новым президентом был избран Дмитрий Киселев.
15 августа 1987 года свой первый товарищеский матч провела сборная СССР. Её соперником была опытная сборная Никарагуа, разгромившая советских бейсболистов со счётом 22:0. 26 сентября того же года сборная СССР одержала первую победу, переиграв в Тбилиси со счётом 5:4 команду Чехословакии.
В июле-августе 1990 года сборная СССР приняла участие в бейсбольном турнире Игр доброй воли в Сиэтле, но проиграла во всех сыгранных 5 матчах и замкнула турнирную таблицу соревнований.
В конце августа того же 1990 года в Италии сборная СССР вышла на официальную европейскую арену, где её к удивлению многих специалистов ждал успех. Советская команда первенствовала в группе В чемпионата Европы и вошла в число сильнейших европейских команд. В 1991 уже в группе А сборная СССР заняла 6-е место из 8 команд. В том же году советская сборная приняла участие в розыгрыше Межконтинентального кубка, но стала лишь 9-й из 10 участвовавших сборных.
В 1992 году была сформирована сборная России. В 1993 она приняла участие в чемпионате Европы в Швеции, но заняла лишь последнее (8-е) место. В последующие годы российские бейсболисты регулярно участвуют в европейских первенствах. Пик достижений команды пришёлся на конец 1990-х — начала 2000-х годов, когда сборная России в 1997 и 1999 останавливалась лишь в шаге от попадания на пьедестал почёта, а в 2001 в Германии сумела стать серебряным призёром турнира. В дальнейшем результаты российской команды стали неуклонно снижаться, учитывая невысокий уровень интереса к бейсболу в стране, и на всех чемпионатах Европы с 2003 сборная занимала места в нижней части турнирной таблицы. Трижды бейсболисты России принимали участие и в чемпионатах мира — в 1998, 2001 и 2003, но оба раза оказывалась во втором десятке итоговой расстановки.
Более весомыми являются достижения юниорских сборных России различных возрастов. Молодёжная сборная страны (возраст игроков до 21 года) в 2006 стала чемпионом Европы, в 2010 и 2016 — серебряным, а в 2014 — бронзовым призёром европейских первенств. Российские юниоры (возраст до 18 лет) четырежды завоёвывали медали чемпионатов Европы — серебряные в 1999 и 2007 и бронзовые в 1996 и 1997. Российская сборная кадетов (возраст до 15 лет) 4 раза становилась серебряным (в 1996, 2000, 2008 и 2009) и столько же бронзовым (1995, 2004, 2007 и 2012) призёром первенств Европы. Национальная команда ювенилов (возраст до 12 лет) является 6-кратным чемпионом Европы (1999, 2002, 2005, 2010, 2011, 2014), 8-кратным обладателем серебряных медалей (1997, 2001, 2003, 2004, 2006, 2009, 2012, 2015) и двукратным бронзовым призёром (2007, 2016) европейских первенств. У кадетов и ювенилов чемпионаты Европы проходят ежегодно, у молодёжных и юниорских команд — через год.
С 1992 года российские команды принимают участие в европейских клубных соревнованиях, но призовое место смогли занять лишь один раз — в 1997 команда ЦСКА ПВО (Балашиха) выиграла «серебро» в розыгрыше Кубка CEВ.
19 февраля 2025 года на совместной Конференции Федераций бейсбола и софтбола России было принято решение об объединении этих двух спортивных организаций в единую Федерацию бейсбола и софтбола России (ФБСР).

## Структура федерации
Высшим органом управления Федерации бейсбола России являлась Конференция. Для решения задач, поставленных Конференцией перед РБФ, а также уставных требований, делегаты конференции сроком на 4 года избирали Исполком в составе президента и других членов, которые управляли деятельностью федерации до очередной конференции.

## Руководство федерации
- Дмитрий Киселёв — президент;
- Юрий Копылов — почетный президент;

## Официальные соревнования
В рамках своей деятельности Федерация бейсбола России отвечала за проведение следующих ежегодных турниров:
- Чемпионат России.
- Кубок России.
- Первенства России среди молодёжных команд (возраст участников до 22 лет), юниоров (до 18 лет), кадетов (до 15 лет), ювенилов (до 12 лет).